# Musca martia
Musca martia är en tvåvingeart som först beskrevs av Giovanni Antonio Scopoli 1763.  Musca martia ingår i släktet Musca och familjen köttflugor.
Artens utbredningsområde är Slovenien. Inga underarter finns listade i Catalogue of Life.